# Slimnic
Slimnic (veraltet Slâmnic; deutsch Stolzenburg, siebenbürgisch-sächsisch Schtuulzmbrich, ungarisch Szelindek) ist eine Gemeinde im Kreis Sibiu in der Region Siebenbürgen in Rumänien.
Der Ort ist auch unter der ungarischen Bezeichnung Nagyszelindek bekannt.

## Geografische Lage

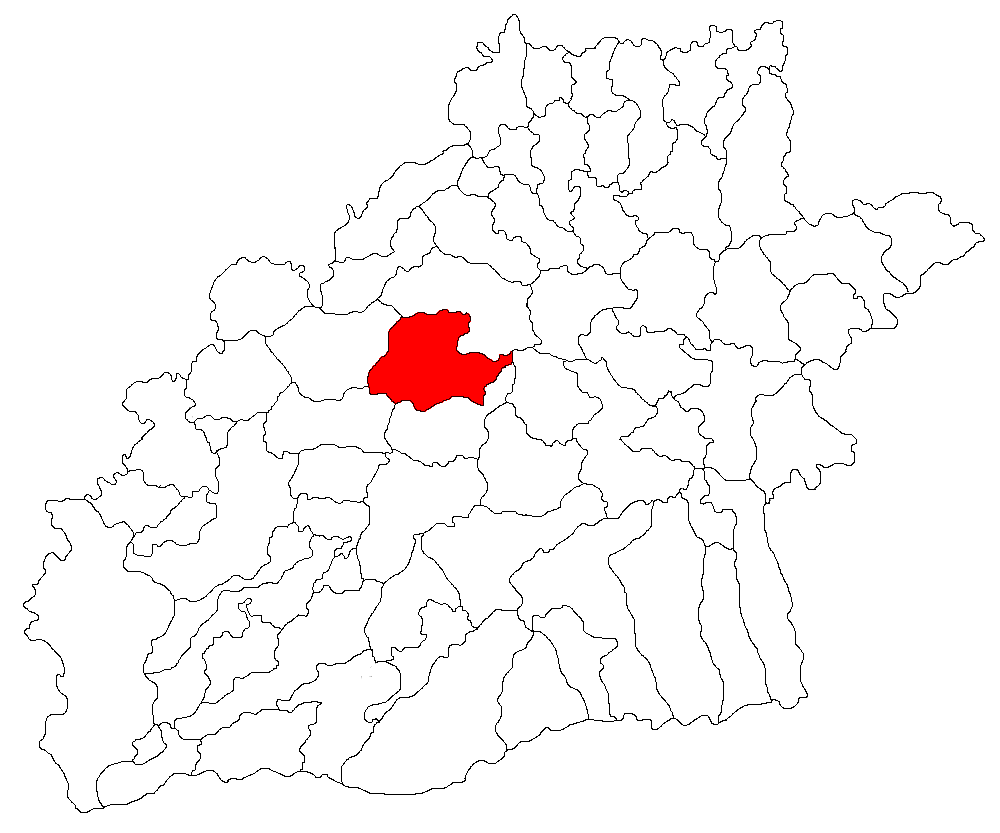
Lage der Gemeinde Slimnic im Kreis Sibiu

Slimnic liegt in der Zibinsebene, am Übergang vom „Hafner-“ ins „Weinland“, im Altland Siebenbürgens. An der Nationalstraße DN14 (Sibiu – Mediaș) liegt die Gemeinde ca. 18 Kilometer nördlich der Kreishauptstadt Sibiu (Hermannstadt).

## Geschichte
Auf dem Territorium der Gemeinde, von den Einheimischen Cetățeaua genannt, wurden bei archäologischen Ausgrabungen Gegenstände gefunden, die auf eine Besiedlung in der Bronzezeit hinweisen; bei Șarba - La Saivane und Șarba - Stempen („Schelzenthal“) wurden Hinweise auf Siedlungen der Römerzeit entdeckt.
Der von Siebenbürger Sachsen gegründete Ort wurde 1282 erstmals urkundlich erwähnt. 1394 wird die Schule der Siebenbürger Sachsen unter der Leitung des damaligen Schulleiters Allexius – gleichzeitig der Notar des Ortes –, bekundet. Vom 15. bis ins 19. Jahrhundert war Stolzenburg eine der größten Gemeinden in der Umgebung von Hermannstadt.
Im Zusammenhang mit den Ereignissen der Revolution von 1848/49 erlangten Ort und Burg Bedeutung, als Józef Bem mit dem ungarischen Revolutionsheer in Stolzenburg auf die kaiserlichen Truppen unter Feldmarschallleutnant Anton Puchner traf.
Die Hauptbeschäftigung der Bevölkerung sind die Landwirtschaft und Viehzucht. Das eisenverarbeitende Kleinhandwerk wie die  Schmiederei spielte in Stolzenburg eine wichtige Rolle. Dadurch stellt das Hufeisen – durch Ringe durchgeführt – das Wappen der Gemeinde dar.

## Bevölkerung
Die Bevölkerung der Gemeinde entwickelte sich wie folgt:
| 1850 | 3.995 | 1.888 | 54 | 1.662 | 391           |
| 1900 | 4.661 | 2.637 | 91 | 1.929 | 4             |
| 1941 | 5.851 | 3.235 | 18 | 2.593 | 5             |
| 1977 | 5.641 | 3.483 | 11 | 2.026 | 121           |
| 1992 | 3.683 | 3.480 | 20 | 171   | 12            |
| 2002 | 3.670 | 3.590 | 20 | 44    | 16            |
| 2011 | 3.581 | 3.356 | 17 | 33    | 175           |
| 2021 | 3.459 | 3.073 | 11 | 21    | 354 (38 Roma) |

Die höchste Einwohnerzahl der heutigen Gemeinde – und gleichzeitig die der Deutschen – wurde 1941 ermittelt. Die höchste Bevölkerungszahl der Rumänen wurde 2002, der Ungarn (91) 1900 und die der Roma (391) 1850 registriert. Darüber hinaus bezeichnete sich 1880 und 1966 jeweils ein Bewohner als Slowake.
Im Ort Slimnic selbst stieg die Einwohnerzahl seit 1850 (zu gleichen Teilen Deutsche und Rumänen, je ca. 1.000 Einwohner) stetig bis 1941 (Deutsche 1.806; Rumänen 1.938). Nach 1989 – seit der Massenauswanderung der Siebenbürger Sachsen – leben im Ort Slimnic fast durchweg Rumänen, daneben Deutsche, Ungarn und Roma zu je ca. 1 %.

## Sehenswürdigkeiten
- Die Burgruine der Fliehburg auf einem Berg oberhalb des Ortes, im 15. Jahrhundert von den Siebenbürger Sachsen errichtet. Die Burg, mit den hohen Ziegelmauern mit doppeltem Schießschartenkranz, wurde um eine nie vollendete gotische Saalkirche – im Norden ein viereckiger, im Süden ein dreieckiger Burg- mit Brunnenhof – erbaut,[9] steht unter Denkmalschutz.[4]
- Evangelische Dorfkirche, eine gotische Saalkirche im 14. Jahrhundert errichtet, steht unter Denkmalschutz.[4] Deren Schutzmauer (auch um das evangelische Pfarrhaus) wurde 1706 von den Kuruzen niedergerissen.[9]
- Die rumänisch-orthodoxe Kirche Sf. Arhangheli, 1831 errichtet (1889–1910 ausgebaut), steht unter Denkmalschutz.[4] Durch Überschwemmung (1975) und durch das Erdbeben von 1977 wurde die Kirche stark beschädigt.[6]
- Die griechisch-katholische Kirche Sf. Treime, 1904–1910 auf dem Grundriss einer älteren Kirche errichtet. Wegen eines Erdrutsches, verursacht durch Überschwemmung und Erdbeben, wurde diese 1981 geschlossen.[6]
- Zweite Orthodoxe Kirche, seit 1991 im Bau.

## Persönlichkeiten
- Johann Bergleiter (1774–1843), war von 1833 bis 1843 evangelischer Bischof in Siebenbürgen, zuvor von 1811 bis 1833 Pfarrer in Stolzenburg.[10]
- Johann Plattner (1854–1942), Pfarrer, Schriftsteller und Ortschronist.[11]
- Walter Gottfried Seidner (1938–2018), Schriftsteller, 1982 bis 2008 Pfarrer, lebte in Stolzenburg[12]
- Thomas Nägler (1939–2011), Historiker, Schriftsteller, Politiker, Archäologe und Professor, geboren in Stolzenburg[13]